# Streptanthus carinatus
Streptanthus carinatus är en korsblommig växtart som beskrevs av Charles Wright. Streptanthus carinatus ingår i släktet Streptanthus och familjen korsblommiga växter.

## Underarter
Arten delas in i följande underarter:
- S. c. arizonicus
- S. c. carinatus